# Pantocràtor del Sinaí

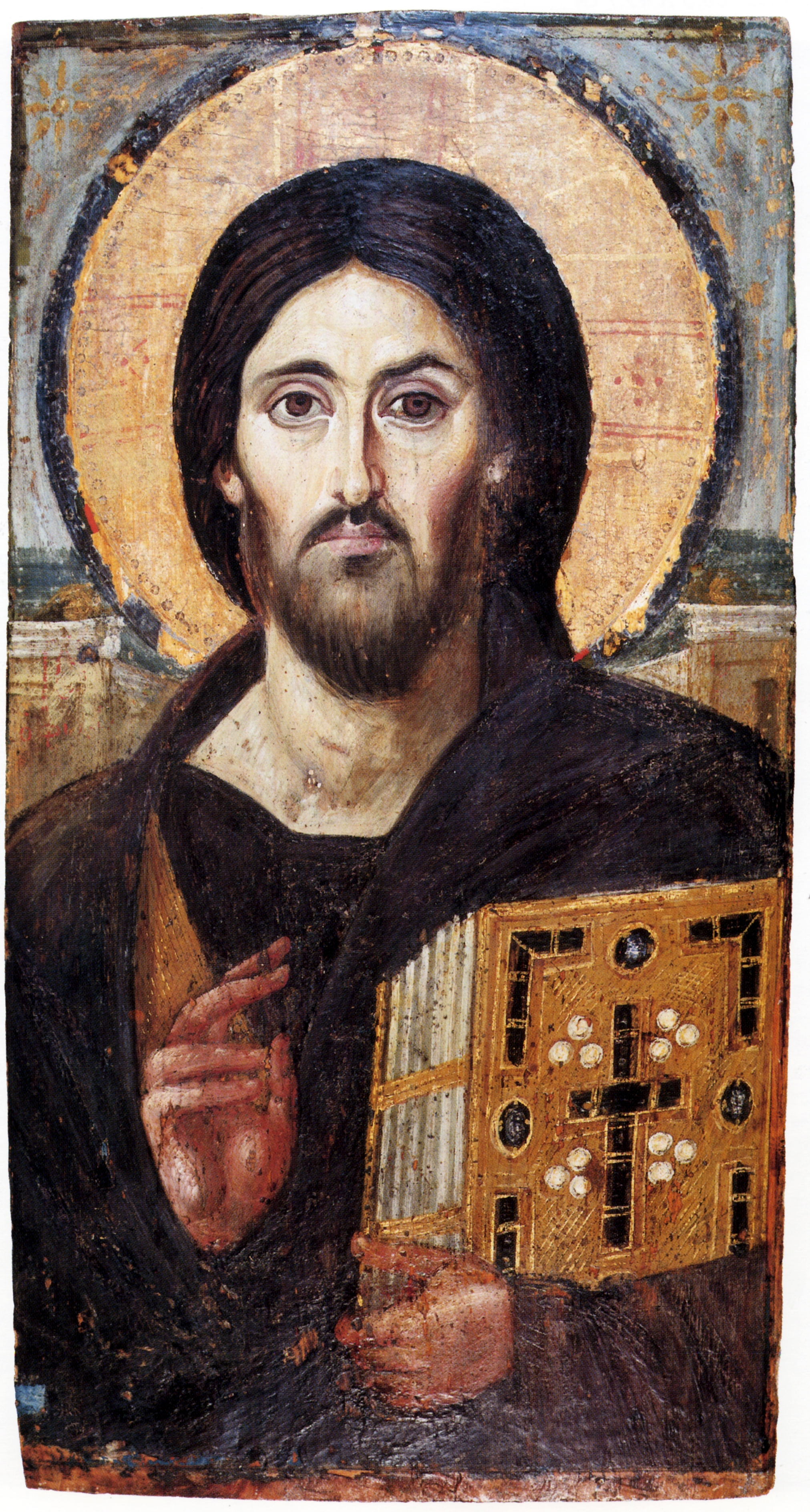
Pantocràtor de Crist del Monestir de Santa Caterina del Sinaí

El Pantocràtor del Crist del Monestir de Santa Caterina del Sinaí és una de les icones religioses romanes d'Orient més antigues, datant del segle vi. És la primera versió de l'estil pantocràtor que encara sobreviu avui, i és reconegut per historiadors i estudiosos com una de les obres més importants i valuoses en l'estudi tant de l'art romà d'Orient com de l'cristianisme ortodox. Al llarh dels segles, nombrosos artistes ortodoxos l'han pres com a model de l'aspecte de Jesucrist.

## Rerefons
Durant un temps es pensà que la icona era del segle xiii, car havia estat completament pintada en aquella època, però el 1962 es va concloure que realment provenia del mitjans del segle vi, tot i que la data exacta de producció encara és desconeguda. Quan el Monestir de Santa Caterina va ser fundat per l'emperador romà d'Orient Justinià I, a finals del seu regnat, vers el 548 i el 565, gaudí del patronatge reial i de donacions del mateix Justinià i de la seva cort, de manera que la icona del Crist Pantocràtor podria haver estat un dels possibles donatius imperials. A causa d'això, es creu de manera generalitzada que va ser realitzat a Constantinoble.

## Interpretació i significat

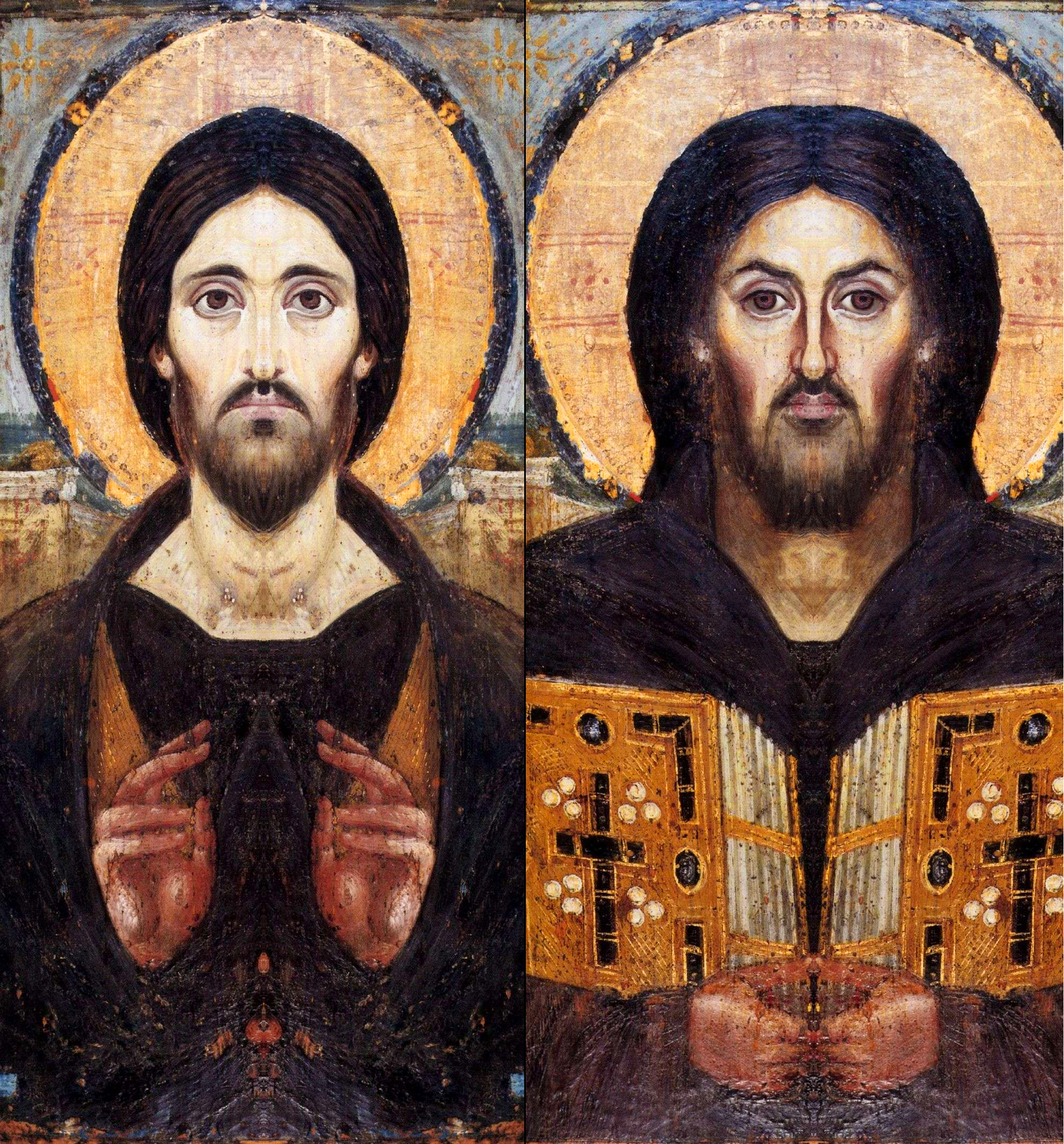
Composició en mirall dels costats esquerra i dret de la imatge

Molts es mostren d'acord que la icona representa la naturalesa dual del Crist, il·lustrant trets tant d'home com de Déu, potser influenciat pels concilis ecumènics del segle anterior celebrats a Efes i Calcedònia. Les traces de Crist al costat esquerre són les que se suposen que pertanyen a la seva naturalesa humana, mentre que les del costat esquerre representen la seva divinitat. La seva mà oberta es veu oberta cap a fora, significant el seu do o la seva benedicció, mentre que la mà esquerra sosté sobre el braç un gruixut llibre de l'Evangeli.
Alguns estudiosos han suggerit que la icona del Sinaí podria haver estat una possible representació de la icona Kamouliana del Crist o de la famosa icona del Crist de la Porta de Calce, una imatge que fou destruïda dues vegades durant la primera i la segona onades dels iconoclastes primer al 726, i de nou el 814, de manera que aquesta connexió amb el Crist Pantocràtor és difícil de confirmar.

## Descripció i producció
Amb una alçada de 84 cm, amplada de 45,5 cm, i gruix de 1,2 cm, la icona era més alta i ampla abans que fos tallada per la part superior i els costats. Per altra banda hi ha només un lloc malmès, una gran porció del cabell del Crist al costat esquerre, incloent l'orella esquera i l'espatlla. La superfície encàustica original s'ha preservat en una condició excel·lent. Com a moltes de les primeres icones del Sinaí, el Crist Pantocràtor va ser creat usant la tècnica de l'encàustica (fens servir cera com aglutinants dels pigments) que rarament es tornaria a fer servir al món romà d'Orient després de la controvèrsia iconoclàstica dels segles viii i ix. De fet, el monestir del Sinaí és l'únic lloc del món on hi ha un nombre substancial d'aquestes icones encàustiques, particularment aquelles datades abans del segle vi. Durant el període de la iconoclàstia romana d'Orient, la producció d'icones ortodoxes continuà al Sinaí, mentre que eren destruïdes a Constantinoble.

## Supervivència de la iconoclàstia romana d'Orient i després
Els àrabs musulmans ràpidament van prendre el control del Creixent Fèrtil al sud de les muntanyes turques, incloent Egipte i el Sinaí, tallant els llaços del monestir amb Constantinoble el 640. Per tant, en el moment en què l'emperador Lleó III l'Isauri al 726 inicià l'era de la iconoclàstia, el monestir de Santa Caterina queda protegit pel mandat musulmà durant gairebé un segle, podent sobreviure així als iconoclastes. A més, la situació del monestir en el rocós desert del Sinaí, lluny de totes les principals rutes comercials o militats, van fer que quedés fora del perill d'invasors o d'exèrcits en marxa. Avui el monestir custòdia més de 2.000 icones, que daten des del segle vi fins a l'actualitat.